# ワンダーフォーゲル (雑誌)
『ワンダーフォーゲル』（ドイツ語: Wandervogel）は、山と溪谷社がかつて発行していた隔月刊の登山専門誌。2021年5月10日発売の6月号をもって休刊した。

## 概要
1975年に「夏山JOY」の名前で山と溪谷社が創刊、1994年に「ヤマケイJOY」に改称され、2011年3月から「ワンダーフォーゲル」と改称された。
『ヤマケイJOY』1994年 - 1996年の3年間は季刊（年4回発行）で計12号。1997年春から年5回発行になり、カウントが改められ『ヤマケイJOY』1997年春の新創刊号から2010年冬号まで計83号、改称し隔月誌になった『ワンダーフォーゲル』2011年4月号以降にもカウントが引き継がれ、2021年2月号までで通巻156号。
同社が発行している他の登山雑誌に『山と溪谷』、『ROCK & SNOW』がある。本誌は『山と溪谷』に比べてより初心者寄りの読者を対象としていた。